# Ганс Луц
Ганс Луц (нім. Hans Lutz, 31 березня 1949) — німецький велогонщик.
Олімпійський чемпіон 1976 року в командній гонці переслідування, бронзовий призер 1972 року в індивідуальній гонці переслідування.